# Friedrichshafen FF 21
Die Friedrichshafen FF 21 war ein deutsches Flugboot, das kurz vor Beginn des Ersten Weltkriegs entwickelt und gebaut wurde.

## Entwicklung
Die FF 21 entstand aufgrund des 1914 von der Nationalflugspende, dem Reichsmarineamt, dem Reichsamt des Inneren und dem Deutschen Luftfahrer-Verband ausgerufenen Ostsee-Flugs Warnemünde, einem Wettbewerb für Wasserflugzeuge. Neben dem Flugzeugbau Friedrichshafen mit den drei Baumustern FF 17b, FF 21 und FF 27 kündigten noch zehn weitere Flugzeugbauer ihre Teilnahme an. Der kurz zuvor zum Unternehmen gestoßene Ingenieur Paul Jaray orientierte sich bei der Konstruktion an dem Flugboot FF 11, verlängerte aber den als Boot ausgeführten Rumpf. Dessen Bau wurde bei der Hamburger Yachtwerft von Max Oertz als Unterauftrag durchgeführt. Eine Besonderheit bildete die Anordnung des Motors im Rumpfinnern vor und zwischen den nebeneinander sitzenden Besatzungsmitgliedern, der über ein Kegelradgetriebe mit Fernwelle eine Druckschraube an der Hinterseite des Tragwerks antrieb. Im Juli des Jahres wurde die FF 21 vollendet und auf dem nahegelegenen Bodensee getestet. Anschließend wurde sie zur Feststellung der Eignung auf Seefähigkeit an die Ostsee überführt, wobei es sich auch um die FF 11 gehandelt haben könnte, die im Hafen von Kiel-Holtenau mit der von der Marine zugeteilten Nummer 41 getestet wurde. Ebenso ist nicht sicher geklärt, ob es sich bei dem Antrieb um einen NAG-Motor, wie ihn die FF 11 besaß, oder einen Benz Bz III handelte. Die Hochseeversuche verliefen nicht erfolgreich; bei einer Landung schlug der Rumpf leck und das Flugzeug konnte nur mit Mühe zur Seestation zurückkehren. Dort wurde es eingelagert und nicht mehr geflogen; die Marine sah von einer weiteren Erprobung ab und orientierte sich stattdessen in Richtung von Wasserflugzeugen mit Schwimmern. Der vom 1. bis 10. August 1914 geplante Wettbewerb fand wegen der ausgerufenen Generalmobilmachung nicht mehr statt. Über den weiteren Verbleib der FF 21 ist nichts bekannt.

## Aufbau
Die FF 21 besaß ein hölzernes und geräumiges Rumpfboot mit einer weit nach hinten gesetzten Stufe und einem langgezogenen Vorschiff, das die Besatzung gut vor Spritzwasser schützte. Der vor den Sitzen befindliche Motor konnte aufgrund seiner Lage auch während des Fluges kleineren Wartungsarbeiten unterzogen werden. Das dreistielige Tragwerk war leicht gepfeilt, der Unterflügel besaß eine leichte V-Stellung und an der Unterseite zur Stabilisierung direkt angebrachte flache Schwimmer. Das Flugzeug war mit einem Gitterrumpf versehen, der in einem hoch angesetzten Leitwerk auslief.

## Technische Daten
| Kenngröße             | Daten                                                                           |
| --------------------- | ------------------------------------------------------------------------------- |
| Besatzung             | 2                                                                               |
| Spannweite            | 16,90 m (oben) 13,70 m (unten)                                                  |
| Länge                 | 11,50 m (gesamt) 6,50 m (Rumpfboot)                                             |
| Höhe                  | 2,90 m                                                                          |
| Breite                | 2,60 m (Rumpfboot)                                                              |
| Leermasse             | 1180 kg                                                                         |
| Zuladung              | zwischen 320 und 400 kg                                                         |
| Startmasse            | normal 1500 kg                                                                  |
| Antrieb               | ein wassergekühlter Sechszylinder-Reihenmotor                                   |
| Typ, Nennleistung     | NAG, 135 PS (99 kW) bei 1360/min oder Benz Bz III, 150 PS (110 kW) bei 1420/min |
| Höchstgeschwindigkeit | 120 km/h                                                                        |
| Startstrecke          | zwischen 200 und 300 m                                                          |